# Attimis
Attimis (friülà Atimis, eslovè Ahten) és un municipi italià, dins de la província d'Udine. L'any 2007 tenia 1.903 habitants. Limita amb els municipis de Faedis, Nimis i Povoletto i Taipana.

## Administració
| Període | Identitat        | Partit        |
| ------- | ---------------- | ------------- |
| 2004-   | Maurizio Malduca | Llista cívica |